# دشت‌خوان سبزپشت
دشت‌خوان سبزپشت (نام علمی: Eremomela canescens) نام یک گونه از سرده دشت‌خوان است.